# Under the Skin (álbum de Code Orange)
Under the Skin  es el primer álbum en vivo de la banda de hardcore punk Code Orange. Fue lanzado el 4 de septiembre de 2020 a través de Roadrunner Records. Under the Skin se grabó en Theatre Factory en Pittsburgh, Pensilvania, el 30 de julio de 2020. El álbum incluye versiones acústicas de algunas de las canciones de la banda y un cover.

## Lanzamiento
Under the Skin se grabó en Theatre Factory en Pittsburgh, Pensilvania, el 30 de julio de 2020. El álbum sigue un formato similar al de MTV Unplugged. El álbum se transmitió por primera vez en vivo a través de Twitch. El álbum fue lanzado el 4 de septiembre de 2020. El álbum contó con interpretaciones acústicas de canciones de la discografía de la banda, así como una versión de "Down in a Hole" de Alice In Chains.

## Composición
El álbum presenta interpretaciones acústicas de canciones de la discografía de la banda junto con backdops electrónicos. La revista Kerrang! considera que el álbum "[recuerda] los días de gloria del grunge mientras se carga con motivos electrónicos". Incluso llamaron a la interpretación de "Autumn & Carbine" una "pesadilla vibrante del electro-country". La banda utiliza un ambiente electrónico y cuerdas en la interpretación de "ulfur Surrounding".

## Lista de canciones
| Under the Skin track listing |                                               |          |  |
| N.º                          | Título                                        | Duración |  |
| 1.                           | «Bleeding in the Blur (Acústico)»             | 4:47     |  |
| 2.                           | «Who I Am (Acústico)»                         | 4:10     |  |
| 3.                           | «Autumn & Carbine (Acústico)»                 | 3:28     |  |
| 4.                           | «(Bugs)»                                      | 0:24     |  |
| 5.                           | «Ugly (Acústico)»                             | 3:17     |  |
| 6.                           | «Only One Way (Acústico)»                     | 3:42     |  |
| 7.                           | «(Quarantine)»                                | 1:12     |  |
| 8.                           | «Down in a Hole» (Versión de Alice in Chains) | 5:29     |  |
| 9.                           | «(Peace)»                                     | 0:28     |  |
| 10.                          | «Dreams 1 + 2»                                | 4:44     |  |
| 11.                          | «(Dr3am)»                                     | 0:53     |  |
| 12.                          | «Sulfur Surrounding (Acústico)»               | 3:54     |  |
| 13.                          | «Under the Skin»                              | 2:41     |  |
| 14.                          | «Hurt3»                                       | 4:03     |  |

## Personal
Code Orange
- Eric Balderose: voz, guitarra, sintetizador
- Reba Meyers: voz, guitarra
- Joe Goldman: bajo
- Dominic Landolina: voz, guitarra
- Jami Morgan: batería, voz